# Süss l'ebreo
Süss l'ebreo (Jud Süß) è un film basato su fatti realmente accaduti diretto da Veit Harlan che uscì nella Germania nazista nel 1940.
Il film racconta, in maniera romanzata, la vicenda storica del ministro delle finanze del Württemberg Joseph Süß Oppenheimer durante il regno del duca Carlo I Alessandro. La pellicola mostra come le politiche adottate dall'ebreo Süss ("dolce"), mosso solo da ambizione personale e odio e desiderio di vendetta nei confronti dei tedeschi, hanno portato a difficoltà economiche, sociali, politiche e morali nel Ducato, stabilendo un parallelo con la situazione della Germania post-Versailles.
La pellicola fu definita "uno dei più celebri film prodotti nella Germania nazista". Riscosse un grosso successo in Germania e fu visto da oltre venti milioni di persone. Anche se il budget di 2 milioni di Reichsmark stanziato era elevato per gli standard dell'epoca, gli incassi di circa 6,5 milioni ripagarono ampiamente l'investimento. Himmler ordinò che tutti i membri delle SS e della Gestapo vedessero il film a scopo didattico.
Al termine della seconda guerra mondiale alcuni degli attori del cast furono citati in giudizio durante il processo di denazificazione. In generale, essi difesero la propria partecipazione al film dichiarando di essere stati costretti dal regime. Nonostante alcune importanti prove a supporto di questa versione dei fatti, Susan Tegel, autrice di Nazis and the Cinema, definì "puerili e ipocriti" i loro tentativi di distanziarsi dal film nel dopoguerra. Tuttavia, la scrittrice ammise che molto probabilmente gli attori avevano accettato i ruoli più per opportunismo, con la speranza di fare carriera, piuttosto che per antisemitismo convinto. Veit Harlan fu l'unico regista cinematografico del Terzo Reich ad essere messo sotto processo con l'accusa di "crimini verso l'umanità". Dopo tre processi fu assolto avendo convinto la corte che il forte contenuto antisemita del film era stato una precisa direttiva di Goebbels che egli non avrebbe potuto ignorare. Continuò l'attività di regista, girò altri nove film; ma rimase per sempre una figura controversa, spesso oggetto di proteste e contestazioni.
Insieme a I Rothschild e L'ebreo errante, entrambi del 1940, la pellicola resta uno dei più famosi e discussi esempi di film di propaganda antisemita. Negli anni 2000 sono stati realizzati due documentari e un film sulla storia e l'impatto di Süss l'ebreo.

## Trama
La storia, ambientata nel Württemberg nel 1733, inizia con l'incoronazione del duca Carlo Alessandro e il suo giuramento di lealtà di fronte al Consiglio del Ducato. Un gioielliere ebreo di Francoforte, Süss Oppenheimer, riceve la visita di un emissario del duca per acquistare una preziosa collana. Süss accetta di venderla sottocosto a patto di avere in cambio un lasciapassare per entrare a Stoccarda (dove vige il divieto d'ingresso per tutti gli ebrei). Entrato in città sulla carrozza di una ragazza locale, Dorothea, di cui si infatua, giunge al palazzo del duca e si offre di finanziare diversi sfizi di corte (tra cui un balletto, delle guardie del corpo e un'opera) che il Consiglio si era rifiutato di appoggiare giudicandoli inutilmente costosi.
Presta somme sempre più alte al duca, e in cambio dell'estinzione dei debiti esige prima di diventare proprietario e amministratore delle strade del Württemberg (dove inizia ad applicare un incredibile numero di pedaggi) e poi di essere nominato Ministro delle Finanze dello Stato. Col tempo si ritaglia un ruolo di consigliere sempre più intimo del duca, riuscendo anche ad abrogare il divieto di ingresso a Stoccarda per gli ebrei, e il popolo persuade il Consiglio della malvagità del consigliere (Süss giunge a demolire parte della casa di un fabbro solo perché è troppo vicina alla strada di sua proprietà). I tentativi del Consiglio di aprire gli occhi a Carlo Alessandro sulle intenzioni del suo Ministro (vengono anche citati alcuni passi degli scritti antisemiti di Martin Lutero) si rivelano vani, e Süss decide di aizzare il duca contro il suo stesso popolo, proponendo di assoldare mercenari e ordire un colpo di Stato che sciolga il Consiglio e renda il Ducato una monarchia assoluta, con un gabinetto scelto personalmente da Süss.
Tuttavia i cittadini, inorriditi a causa dell'impiccagione del fabbro locale che aveva attentato alla vita di Süss mentre questi passava in carrozza vicino alla sua casa parzialmente demolita, dell'ingiusto internamento del presidente del Consiglio Sturm (che aveva apertamente chiesto la destituzione di Süss) e della morte per annegamento di Dorothea (si allude a una violenza sessuale sotto la minaccia di torturare il marito), decidono di entrare con la forza al Palazzo mentre il duca e il Ministro delle Finanze si trovano a una festa fuori città; vengono raggiunti dagli emissari del Consiglio. Già teso per la difficile situazione in cui si trova il Paese, il duca non regge alle accuse del Consiglio e muore d'infarto. Süss viene condotto a Stoccarda, dove viene condannato per malgoverno e alto tradimento e impiccato.

## Produzione
Il film prende liberamente lo spunto dalla vicenda di Joseph Süß Oppenheimer (Heidelberg, 1698 – Stoccarda, 1738), finanziere di origine ebraica che fu consulente molto ascoltato (sue furono le numerose, piuttosto incisive e molto discusse, iniziative fiscali ed amministrative attuate nel ducato del Württemberg) del duca Carlo I Alessandro di Württemberg e che, dopo la morte improvvisa di quest'ultimo nel marzo 1737, fu accusato di reati infamanti per i quali fu processato ed impiccato (febbraio 1738).
Le riprese iniziarono nel marzo 1940 e, con l'eccezione di alcune scene girate a Praga, il lavoro si svolse presso gli studi UFA Babelsberg di Berlino. Le scene di entrata degli ebrei a Württemberg e quelle nella sinagoga furono girate a Praga, dove furono "precettate" alcune comparse ebree per partecipare alle riprese.
Il costo totale di produzione del film fu di circa due milioni di Reichsmark, un budget considerato elevato per l'epoca. Tuttavia, tra il 1940 e il 1943 il film incassò 6.2 milioni di Reichsmark, rivelandosi un grosso successo commerciale rispetto al fallimento de L'ebreo errante.

### Campagna propagandistica di Goebbels

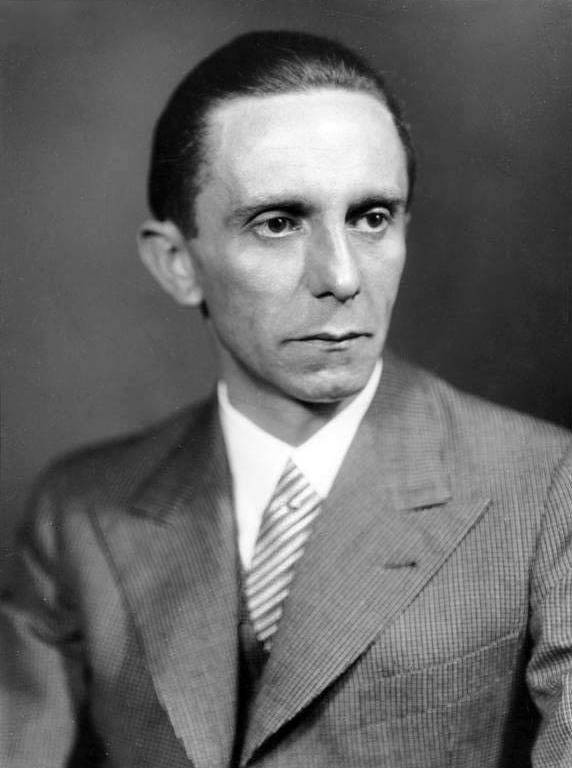
Joseph Goebbels

Adolf Hitler e il suo ministro della propaganda Joseph Goebbels credevano fortemente nella potenza della cinematografia come mezzo per influenzare l'opinione delle masse. Il Partito nazista istituì un dipartimento cinematografico già nel 1930, e Goebbels aveva un interesse personale nell'utilizzo dei film per propagandare la filosofia nazista. Fin dalla salita al potere dei nazisti ripeté spesso nei suoi discorsi che il ruolo del cinema tedesco era quello di essere "l'avanguardia del militarismo nazista" mentre si proponevano di conquistare il mondo. Chiese di "produrre film con ... forti connotazioni razziali" che rappresentassero gli uomini e la società "come erano veramente".
Secondo Richard Levy, "degli oltre 1.100 film prodotti sotto il regime nazista, solamente un pugno possiedono contenuti esplicitamente antisemiti, e persino in questi rari casi l'antisemitismo risulta spesso di secondaria importanza nel contesto della trama del film". Due pellicole, tuttavia, furono innegabilmente girate appositamente per trasmettere l'ideologia antisemita del nazionalsocialismo al pubblico: L'ebreo errante (Der ewige Jude) e Süss l'ebreo (Jud Süß), entrambi del 1940.
Nel novembre 1938 Goebbels mise in atto una serie di attacchi contro gli ebrei nei media tedeschi, a seguito dell'assassinio di un diplomatico germanico a Parigi per mano di un ebreo. L'episodio ebbe come conseguenza gli avvenimenti della cosiddetta "Notte dei cristalli". Lo scoppio di tale violenza nei confronti degli ebrei fu considerato da Hitler "una catastrofe politica" che poteva compromettere il regime a livello internazionale, e il Führer si infuriò con Goebbels ritenendolo personalmente responsabile dei disordini. Sulla stampa estera dell'epoca non solo venne criticata l'estrema brutalità degli attacchi nei confronti degli ebrei provocati dalle dichiarazioni di Goebbels, ma fu evidenziato anche lo scarso supporto fornito dalla gente comune al pogrom e le reazioni miste della stampa tedesca. Hitler espresse la propria frustrazione e rabbia circa gli avvenimenti e suggerì di preferire la manipolazione mediatica alla violenza esplicita, così da presentare i fatti in modo da legittimare presso l'opinione pubblica nazionale ed estera i provvedimenti contro gli ebrei.
In risposta alla richiesta di Hitler, Goebbels lanciò una campagna mediatica antisemita su vasta scala. Ordinò che ogni studio cinematografico tedesco producesse almeno un film dal contenuto antisemita. Hitler prediligeva film come Der ewige Jude, che presentavano il credo nazista in maniera aperta e diretta; tuttavia Goebbels non approvava la "crudezza" di un approccio del genere, optando per messaggi antisemiti molto più sottili e subdoli inseriti in pellicole di intrattenimento popolare dal grosso budget.
Sebbene Goebbels non avesse mai generalmente un ruolo attivo nella produzione di singoli film, sicuramente la influenzò con le sue direttive nel caso di pellicole di propaganda come Süss l'ebreo. Dopo aver visto il film britannico Jew Süss di Lothar Mendes del 1934 con protagonista Conrad Veidt (in esilio dal regime nazista all'estero), volle assolutamente che una "nuova versione della storia" venisse girata dal punto di vista della Germania nazista.
Anche se Metzger aveva proposto per anni il progetto di un film sulla vita di Joseph Süß Oppenheimer senza ricevere riscontro, l'impeto per la realizzazione venne direttamente dal desiderio di Joseph Goebbels di girare una "risposta nazista" al film di Mendes, un'interpretazione a favore degli ebrei del romanzo del 1925 Jud Süß di Lion Feuchtwanger. Dato che il film di Mendes era troppo compassionevole nei confronti del soggetto, gli sceneggiatori tedeschi si ispirarono alla novella Jud Süß scritta da Wilhelm Hauff nel 1827. Ma persino dopo la riscrittura del copione da parte di Harlan, il risultato non fu ritenuto "abbastanza antisemita" da Goebbels, che intervenne personalmente sulla sceneggiatura richiedendo alcune modifiche e cambiando radicalmente il finale per mostrare Süß umiliato piuttosto che un ribelle. Così facendo, il messaggio risultò essere diametralmente opposto all'intento originale del romanzo di Feuchtwanger. Tuttavia, il film segue la narrazione di Feuchtwanger, capovolgendo però il significato dell'opera dello scrittore ebreo. Sebbene ispirati a veri dettagli storici della vita di Süß, il romanzo, il racconto e il film corrispondono solo lontanamente alle fonti storiche disponibili presso l'archivio comunale di Baden-Württemberg. Christiane Schönfeld, che prese in esame le connessioni tra il romanzo di Feuchtwanger e il film di Veit Harlan, scrisse: "Lion Feuchtwanger [...] considerava il film di Harlan un adattamento del suo romanzo Jud Süß che aveva stravolto e corrotto le intenzioni del suo libro, e lo scrisse in una lettera aperta indirizzata a sette attori berlinesi dopo aver letto una recensione del film in un giornale del partito nazista [...]. Anche senza aver visto la pellicola, Feuchtwanger non aveva dubbi sul fatto che Veit Harlan e i suoi collaboratori si erano indebitamente impossessati del suo romanzo adattandolo alla propaganda nazista".

### Cast
Sentendo che un progetto di tale importanza necessitava di un cast d'attori di livello e frustrato dai continui ritardi nel casting, Goebbels partecipò personalmente alla selezione degli attori. Per esempio, insistette affinché Ferdinand Marian e Werner Krauss recitassero i ruoli chiave. Dovette faticare non poco per mettere insieme il cast voluto. Molti degli attori scelti non volevano recitare nel ruolo di ebrei. Nello specifico, Werner Krauss chiese a Goebbels di far uscire una dichiarazione pubblica dove venisse precisato che lui non era un vero ebreo e che stava "semplicemente recitando una parte in quanto attore al servizio dello Stato". Per venire incontro alle richieste, Goebbels diramò un comunicato stampa dove si chiariva che gli attori che interpretavano degli ebrei nel film erano in realtà di "pura razza ariana".

### Montaggio
Secondo quanto dichiarato dal regista Veit Harlan nel dopoguerra, Goebbels si infuriò con lui quando vide la prima versione del film, in quanto non la riteneva abbastanza antisemita. Harlan raccontò che Goebbels lo accusò di essere "incapace di pensare in termini politici", gli disse che egli avrebbe dovuto "girare film politici e non [quel genere di] film che si realizzano in tempo di pace". L'insoddisfazione di Goebbels era dovuta soprattutto al modo in cui era stato trattato il rapporto tra la protagonista femminile Dorothea e Süß. Accusava Harlan di aver "trasformato Süß, un mostro, in una specie di Romeo rubacuori".
Harlan testimoniò che Goebbels lo escluse dalle operazioni di montaggio e pretese alcune modifiche consistenti, principalmente per rendere il personaggio di Süß il più malvagio possibile. La pellicola fu quindi ri-montata per tagliare alcune "ambiguità" che potevano rendere Süß "più umano" agli occhi del pubblico. Per esempio, Goebbels insistette affinché fosse eliminata un'inquadratura dove Dorothea rispondeva con un sorriso a un complimento di Süß. Furono aggiunte anche alcune nuove scene, e un nuovo finale sostituì quello girato da Harlan. Per la scena dell'esecuzione finale Harlan aveva scritto un discorso nel quale Süß condannava le autorità tedesche. Infuriato, Goebbels insisté che Süß non dovesse essere mostrato in alcun modo come martire, ma come una figura umiliata, pavida, che implorava in ginocchio di avere salva la vita.
Alcuni critici hanno messo in dubbio quanto dichiarato dal regista, in quanto non esisterebbero prove certe dell'ingerenza di Goebbels nella produzione del film, eccezion fatta per la scelta del cast. Inoltre, venne fatto notare che era nell'interesse di Harlan riversare la colpa dell'antisemitismo del film su Goebbels al termine della guerra.

## Distribuzione
Il primo film tratto da Jud Süß è del 1934 con il titolo di Jew Süss, diretto da Lothar Mendes e prodotto da Michael Balcon, capo produzione della Gaumont British nei primi anni Trenta. In tale film Süss è presentato come un selfmademan che spera di liberare il suo popolo dal ghetto; doveva mettere in guardia contro il crescente antisemitismo dell'ormai instaurato Terzo Reich. Tuttavia, la censura inglese non avrebbe mai permesso un film che criticasse apertamente l'antisemitismo, perché sarebbe apparso come un attacco alla politica tedesca e avrebbe provocato un incidente diplomatico; pertanto la sua diffusione nelle sale britanniche fu boicottata. Il film ebbe invece un piccolo successo in America e più in Europa, eccetto a Vienna, dove ebbe un grande impatto politico e fu vietato come in Germania.
Diversa è la versione del 1940, adattata da Veit Harlan sotto la supervisione di Joseph Goebbels come giustificazione dell'antisemitismo e considerata una delle peggiori rappresentazioni degli ebrei nel cinema. Interpretato da Ferdinand Marian, si differenzia dall'originale in diversi punti: Süss è un ebreo e rappresenta lo stereotipo ebreo della propaganda nazista. Il film raggiunse gli obiettivi nazisti ed ebbe un grande successo in Germania, distribuito anche all'estero.
In Italia fu proiettato in anteprima alla Mostra di Venezia del 1940, dove venne accolto molto favorevolmente da critica e pubblico. Si manifestarono episodi di violenza antisemita dopo la sua proiezione a Marsiglia.
A differenza di altri film di propaganda nazista, fu un grosso successo al botteghino in Germania e all'estero. Si piazzò al sesto posto nella classifica di fine anno dei migliori film tedeschi. Dal 1940 al 1943 fu visto da circa 20 milioni di persone nella sola Germania.

## Accoglienza
Il film presentato al Festival del cinema di Venezia del 1940 riscuote «straordinarie acclamazioni». Viene acclamato, nota Friedländer, anche da un giovane Michelangelo Antonioni che si complimenta scrivendo «Non esitiamo a dire che, se questa è propaganda, allora diamo il benvenuto alla propaganda [...] è un film potente, incisivo, estremamente efficace [...]. Non c'è un solo episodio in disarmonia con un altro. È un film di assoluta unità ed equilibrio [...]. L'episodio in cui Süss viola la ragazza è realizzato con stupefacente abilità». Presentato a Berlino il 24 settembre del 1940 con Goebbels è presente un vasto pubblico e quasi tutto il gabinetto del Reich. Il film riscuote un grande successo. «Il giorno dopo il ministro della Propaganda era ancora più fieroː "Il Führer è molto colpito dal successo di Jud Süss. Tutti lodano profusamente la pellicola; se lo merita». Nel 1943, il numero di spettatori che aveva visto il film e ne era stato profondamente influenzato «aveva raggiunto i 20,3 milioni». L'Osservatorio Antisemitismo della Fondazione centro di documentazione ebraica contemporanea lo stigmatizza come «[...] il film più razzista mai girato».
L'impatto del film fu tale che nel 1943 Veit Harlan ricevette il premio dalla Universum Film Archiv (la più grande casa commerciale di produzione tedesca nella prima parte del XX secolo) e fu sottoposto a processo dopo la guerra, ma si difese affermando che il suo lavoro era controllato dai nazisti. Venne processato ad Amburgo il 3 marzo 1949 e assolto il successivo 23 aprile.
Fu uno dei film preferiti di Heinrich Himmler. Fu vietato ai minori di quattordici anni. Ci furono resoconti di atti di violenza contro gli ebrei da parte degli spettatori dopo la visione del film; in particolare, gli adolescenti sembrarono essere molto ricettivi nell'assimilare l'odio istigato e si resero responsabili di numerose aggressioni a danni di giudei. Stefan Baretzki, una guardia del campo di concentramento di Auschwitz, raccontò nel dopoguerra che quando venivano fatti vedere loro film come Süss l'ebreo e simili, spesso le guardie picchiavano i prigionieri ebrei il giorno dopo.
All'inizio del 1941 la Nordisk Tonefilm ottenne il permesso di distribuire il film in Svezia, ma la pellicola fu messa al bando dalla censura. Durante la seconda guerra mondiale non fu mai mostrato in pubblico in Svezia, anche se l'ambasciata tedesca organizzò proiezioni speciali private su invito.

## Stereotipi razziali

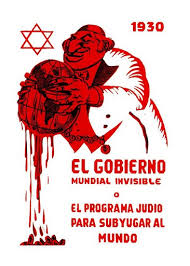
Caricatura antisemita (1930)

Il film è infarcito di numerosi stereotipi negativi nei confronti degli ebrei, che vengono dipinti come materialisti, immorali, astuti, imbroglioni e fisicamente brutti. Passando da un estremo all'altro, gli ebrei vengono rappresentati sia come capitalisti senza scrupoli sia come poveri immigrati cenciosi (ma probabilmente nel film questa è intesa come una facciata volta a celare la loro ricchezza e scellerata avidità). Lo studioso Mike Davis scrisse: "Un migliaio d'anni di antisemitismo europeo venne condensato nel personaggio del vile stupratore Süß, con la sua barba sudicia, il naso adunco e la voce lamentosa".
Il personaggio di Süß è basato sullo stereotipo dell'avido usuraio giudeo. In una scena iniziale Süß viene mostrato in possesso di una fortuna in oro e gioielli. In un'altra dice a un'innocente ragazza tedesca che la sua casa è il mondo, riflettendo lo stereotipo dell'ebreo errante senza patria, in opposizione al patriottismo delle popolazioni stanziali. Molti dialoghi tra personaggi ebrei mostrano quanto essi sono ostili nei confronti dei non-ebrei, altro stereotipo radicato nella cultura di allora. Secondo quanto riportato da David Welch, i nazisti distribuirono alla stampa di settore una guida all'interpretazione del film. La guida enfatizzava i punti chiave della trama da cui si evince che un ebreo come Süß, arrivato fino a posizioni di potere e responsabilità, "userà i poteri in suo possesso non per il bene della comunità, ma per i propri interessi e per quelli del suo popolo".